# الحمد لله

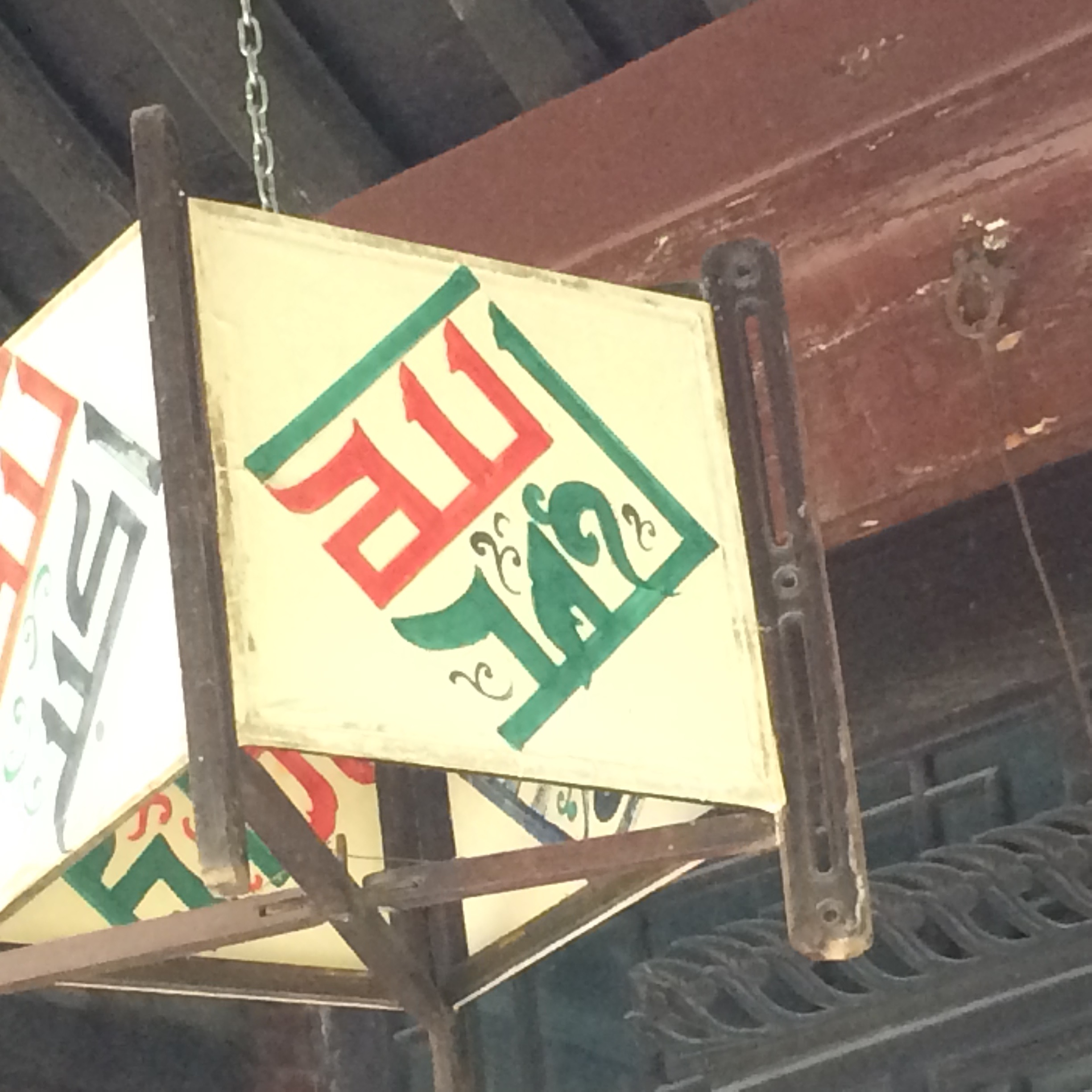
الحمدلله

ٱلْحَمْدُ لِلَّٰه عبارتی عربی به معنای «سپاس ویژهٔ خداست» می‌باشد. این عبارت به تَحْمِید ' ستایش ' یا حَمْدَلَة نیز معروف است. نوع طولانی‌تر این عبارت ٱلْحَمْدُ لله رَبِّ ٱلْعَالَمِینَ، به معنی «همهٔ ستایش‌ها از آنِ خدا، پروردگار جهان‌هاست» می‌باشد (برگرفته از آیهٔ دوم سورهٔ فاتحه).
به‌کارگیری آن میان مسلمانان و همچنین عرب‌زبانان مسیحی و یهودی مرسوم است هرچند غالباً مسلمانان به دلیل مرکزیت این عبارت خاص درون متون قرآن و احادیث محمّد پیامبر اسلام معمول است. روایتی از پیامبر است با این مضمون که هر امر مهمی که با الحمدلله آغاز نشود، به سرانجام نمی‌رسد و نامبارک است. از همین رو، کتاب‌ها و نامه‌ها و خطبه‌ها و خطابه‌ها را با الحمدلله آغاز می‌کرده‌اند. این امر به حدّی رواج داشت که خطبه معروف ابن زیاد را در بصره به سبب نداشتن الحمدلله در آغاز، «خطبة بَتراء» (به معنای خطبه ناقص) خوانده‌اند.
این عبارت سه بخش دارد:
- «الـ»: الف و لام جنس برای شناس‌سازی (معرفه کردن) آن دسته از اسم‌ها به کار می‌رود که بر افراد بی‌شماری دلالت می‌کنند.
- «حمدُ»: به معنای «احساس سپاسگزاری» در برابر شکر، «واژگان سپاسگزاری».
- «لـِلله»: حرف اضافه + اسم الله. لـِ حرف اضافه‌ای به معنای «برای» است.

یشتر نحویان و مفسران، کلمه «الحمد» را در جمله «الحمدللّه» مبتدا، و «ال» را در الحمد به (ال جنس) می‌دانند. بر این اساس، این عبارت اینگونه معنا می‌شود: هر ستایشی از آنِ خداست.

## کاربرد
اولین عبارت اولین سوره قرآن الحمد لله است که خدا در این سوره ادب عبودیت را می‌آموزد، و تعلیم می‌دهد که بنده او لایق آن نبود که او را حمد گوید، و فعلاً که می‌گوید، به تعلیم و اجازه خود او است، او دستور داده که بنده‌اش بگوید.
این عبارت شبیه واژهٔ عبری هله‌لویا است. (سپاس خدا را) הַלְלוּיָהּ.